# МГТФ
МГТФ (провод медный гибкий многожильный, изолированный фторопластом-4) — марка провода монтажного теплостойкого с изоляцией из фторопласта. Изоляция выполнена обмоткой из плёнки фторопласта-4 по ГОСТ 24222—80 (ТУ МХПМ 549-56, ВТУ МХПМ-461-55) с последующей термообработкой.
Провод различают по сечению жилы. При наличии экранирующей оплетки получается кабель марки МГТФЭ, который изготавливается одно-, двух-, трёх- и четырёхжильным. Провод МГТФЛ с увеличенной толщиной изоляции в защитной оплётке из полиэфирных (лавсановых) нитей, нормаль Н0.022.386 выпускался по ТУ ОМЧ.505.029-58 и ТУ ОКБ КП № 43-62; с 1980 года по настоящее время имеет марку МПО 33-11 по ТУ 16-505.324-80.
Провод МГТФ предназначен для монтажа электрической слаботочной аппаратуры и работы при температуре от минус 60 до плюс 220 °C и переменным напряжением до 250 В частотой до 5000 Гц или до 350 В постоянного тока. Провод МГТФ применяют во внутриблочном монтаже бортовой РЭА военной и не только аппаратуры, а также ракетно-космической отрасли. Провод выпускается в климатическом исполнении УХЛ2.
Провод не является влагостойким из-за конструкции изоляции. Для улучшения влагостойкости изоляцию изготавливают монолитной (сплошной) из сырой каландрированной пленки фторопласта-4Д с дальнейшим спеканием (провод марки ФД) или из порошка фторопласта-4 с дальнейшим спеканием (провод марки МТФМ по ТУ ОМЧ.505.057-60). В отличие от монолитной (сплошной) изоляции, изоляция из пленки фторопласта-4 позволяет применять провод МГТФ в условиях резкой смены температуры окружающей среды и мгновенного изменения давления (до вакуума).
Поскольку фторопласт является текучим материалом, то провод нельзя эксплуатировать при систематическом механическом давлении на изоляцию. Медная жила провода МГТФ не имеет антикоррозионного покрытия. Провод с серебренной жилой имеет обозначение МГСТФ.
Провода МГТФ не описаны ни в ГОСТ, ни в ОТУ. Провод МГТФ нормаль Н0.022.388 и ОСТ4-Г0.022.074-69 выпускался в соответствии с ТУ ОМЧ-505-014-54, ТУ ОМЧ-505-014-58, ТУ ОМЧ.505.032-58 и МРТУ 2-017-4-62 с дальнейшей заменой 17 мая 1971 года на ТУ 16-505.185-71 «Провода монтажные теплостойкие с изоляцией из фторопласта» . Наличие в технической документации требований по стойкости к воздействию специальных факторов относят провод МГТФ к изделиям военной техники.

## Параметры

### МГТФ
| Число жил и сечение, мм² | Число и диаметр проволок в жиле, мм | Класс гибкости | Эл. сопр. жилы, Ом/км | Макс. диаметр по изоляции, мм | Масса, кг/км |
| ------------------------ | ----------------------------------- | -------------- | --------------------- | ----------------------------- | ------------ |
| 1х0,03                   | 7×0,08                              |                | 569,45                | 0,56                          | 0,63         |
| 1×0,07                   | 14×0,08                             | 5              | 271                   | 0,75                          | 1,22         |
| 1×0,10                   | 21×0,08                             | 6              | 180                   | 0,85                          | 1,73         |
| 1×0,12                   | 24×0,08                             | 6              | 174,4                 | 0,87                          | 1,95         |
| 1×0,14                   | 30×0,08                             | 6              | 130                   | 0,90                          | 2,26         |
| 1×0,20                   | 19×0,12                             | 5              | 100                   | 1,04                          | 2,96         |
| 1×0,35                   | 19×0,15                             | 5              | 60                    | 1,19                          | 4,25         |
| 1×0,50                   | 19×0,18                             | 5              | 39                    | 1,50                          | 6,15         |
| 1×0,75                   | 37×0,16                             | 6              | 27                    | 1,80                          | 6,69         |
| 1×1,00                   | 19×0,25                             | 4              | 19,8                  | 1,90                          | 10,75        |
| 2×0,07                   | 14×0,08                             | 5              | 280                   | 1,70                          | 3,40         |
| 2×0,12                   | 24×0,08                             | 6              | 184                   | 2,00                          | 4,89         |

### МГТФЭ
| Число жил и сечение, мм² | Число и диаметр проволок в жиле, мм | Класс гибкости | Эл. сопр. жилы, Ом/км | Макс. диаметр по изоляции, мм | Масса, кг/км |
| ------------------------ | ----------------------------------- | -------------- | --------------------- | ----------------------------- | ------------ |
| 1×0,07                   | 14×0,08                             | 5              | 271                   | 1,30                          | 3,96         |
| 1×0,10                   | 21×0,08                             | 6              | 180                   | 1,40                          | 5,54         |
| 1×0,12                   | 24×0,08                             | 6              | 174,4                 | 1,60                          | 6,35         |
| 1×0,14                   | 30×0,08                             | 6              | 130                   | 1,60                          | 6,10         |
| 1×0,20                   | 19×0,12                             | 5              | 100                   | 1,70                          | 6,40         |
| 1×0,35                   | 19×0,15                             | 5              | 60                    | 1,80                          | 7,58         |
| 2×0,07                   | 14×0,08                             | 5              | 280                   | 2,10                          | 8,64         |
| 2×0,12                   | 24×0,08                             | 6              | 184                   | 2,50                          | 13,50        |
| 2×0,14                   | 30×0,08                             | 6              | 135                   | 2,50                          | 12,50        |
| 2×0,20                   | 19×0,12                             | 5              | 105                   | 3,00                          | 11,17        |
| 2×0,35                   | 19×0,15                             | 5              | 62                    | 3,00                          | 15,50        |
| 3×0,07                   | 14×0,08                             | 5              | 280                   | 2,50                          | 10,00        |
| 3×0,12                   | 24×0,08                             | 6              | 184                   | 3,00                          | 14,00        |
| 3×0,14                   | 30×0,08                             | 6              | 135                   | 3,00                          | 15,00        |
| 3×0,20                   | 19×0,12                             | 5              | 105                   | 3,20                          | 15,39        |

## История
В ноябре 1949 года были изготовлены первые образцы монтажных проводов с пленочной изоляцией. Материал изоляции триацетат обеспечивал рабочую температуру до +105 °С. Дальнейшее развитие авиационной и ракетной техники требовало увеличение рабочих температур и устойчивости к ионизирующиму излучению. Конструкция и технология изготовления проводов МГЦСЛ послужили основой для теплостойких проводов марки ТМ-250, марки МГТЛ с изоляцией из пленки полиэтилентерефталата в оплетке лакированной из шелка лавсан, марки МГТФЛ с изоляцией из пленки фторопласта-4 в оплетке лакированной из шелка лавсан.
Первый опытный образец теплостойкого провода для работы при температурах 180—200 °С разработан в октябре 1953 года научно-исследовательским институтом главного управления кабельной промышленности «Главкабель» Министерства электротехнической промышленности СССР (НИИКП). Конструкция: медная проволока (16х0,20 мм), 2-х слойная обмотка пленкой из продукта № 636 (фторопласт-4), 2-слойная обмотка из бесщелочного стекловолокна № 80/2, оплётка из бесщелочного стекловолокна № 80/2, лакировка эмульсией из продукта № 636А (фторопласт-4).
28 января 1954 года Министерством авиационной промышленности (МАП) при участии предприятия п/я № 2415 и опытно-конструкторского бюро п/я № 2354 утверждены технические требования на опытную партию проводов. В соответствии с этими требованиями разработаны конструкции проводов сечением 0,35—6,0 мм², предусматривающие применение медной проволоки луженой оловом, изоляция состояла из пяти слоев /обмоткой/ пленкой из фторопласта-4 толщиной 25 микрон, обмотки и оплётки стекловолокном с пропиткой кремнийорганический лаком. Проводам присвоена марка ТМ-200 и выпущены временные технические условия ВТУ МЭП ОАА 505.111-54 с последующей заменой на марку ТМ-250 по ТУК ОММ 505.111-54; кабелям присвоена марка КТФЭ. Пленка из фторопласта-4 изготавливалась экспериментальным заводом при ленинградском НИИПП по технически условиям ВТУ-М № 461-54г.
В 1-м квартале 1956 года научно-исследовательский институт главного управления кабельной промышленности «Главкабель» Министерства электротехнической промышленности СССР (НИИКП) завершил разработку документации на кабели и провода по заказам в/ч 25453 — Главного управления ракетного вооружения РВСН (источник: РГАЭ фонд 8901 опись 3 дело 330 тема № 74). В января-феврале 1956 года проведены государственные испытания ракеты Р-5М, оснащенной макетами ядерных БЧ. В 1958 году введены в действие технические условия ТУ ОМЧ.505.032-58.
28 сентября 1962 года Государственный комитет по автоматизации и машиностроению при Госплане СССР ввёл в действие межреспубликанские технические условия «Провода монтажные теплостойкие гибкие малых сечений с изоляцией из фторопласта» МРТУ 2-017-4-62. Провода марок МГТФ и МГТФЭ изготавливались с сечением жил 0,07, 0,10 и 0,14 мм² и с числом жил 1, 2 и 3.
В соответствии с постановлением ЦК КПСС и Совета Министров СССР от 10 ноября 1970 года № 937 «О повышении роли стандартов в улучшении качества выпускаемой продукции», приказом Министра электротехнической промышленности от 5 февраля 1971 года № 68 «О повышении роли стандартов в улучшении качества выпускаемой продукции», в исполнение указания Министерства электротехнической промышленности от 18 марта 1971 года № АМ-34у «О регистрации нормативно-технической документации на изделия, включаемые в прейскуранты» с апреля 1971 года введены в действие ТУ 16-505.185-71. Номенклатура дополнилась сечениями 0,03; 0,05; 0,12; 0,20 и 0,35 мм².